# Nothocremastus funestus
Nothocremastus funestus là một loài tò vò trong họ Ichneumonidae.